# 749
Il 749 (DCCXLIX in numeri romani) è un anno  dell'VIII secolo.

## Eventi

### Europe
- Il re longobardo Rachis assedia Perugia, ma è convinto a fare un passo indietro da papà Zaccaria. La sua decisione gli toglie prestigio presso la nobiltà lombarda, che decide di deporlo durante un consiglio a Milano. Il re e la sua famiglia si ritirano al monastero di Monte Cassino
- Giugno – a Rachis succede il fratello Astolfo, che sposa Gisaltruda, la sorella del duca del Friuli Anselmo.

### Britannia
- il re Ælfwald dell'east Anglia muore dopo 36 anni di regno. Gli succedono Beorna, Hun e Ætherwald I. Ma sarà Beorna a prendere il sopravvento, alla fine.

### Mondo arabo
- Rivoluzione abbaside: le forze musulmane, guidate da Qahtaba ibn Shabib al-Ta'i sconfiggono una grande armata Omayyade di 50.000 uomini a Isfahan e invadono l'Iraq, prendendo la città di Kufa.
- Abdallah ibn Abd al-Malik, principe omayyade e governatore dell'Egitto, viene crocefisso per ordine del primo califfo Abbaside, Abdullah Ibn Muhammad, ad al-Hira.
- 28 ottobre – Abdullah ibn Muhammad è proclamato califfo a Kufa e assume il titolo di al-Saffah (il carnefice)

### America Centrale
- 18 febbraio – Kʼakʼ Yipyaj Chan Kʼawiil ("Scoiattolo di fumo) diventa il nuovo governante della città stato maya di Copàn nell'Honduras, dopo la morte di Kʼakʼ Tiliw Chan Yopaat, al potere dal 738. Lui regnerà fino al 763.

### Giappone
- 19 agosto– L'imperatore Shōmu abdica, dopo 25 anni di regno egemonizzati dalla moglie (e zia) Kōmyō, che aveva sposato a 16 anni. Gli succede la figlia Kōken. Shomu è il primo imperatore che diventa monaco buddhista.

### Terrasanta
- 18 gennaio– terremoto in Galilea. La Palestina e la Transgiordania sono devastate da un violento terremoto. Distruzioni a Tiberiade, Beit She'an, Ippo e Pella.

## Morti
- 27 agosto - Qahtaba ibn Shabib, generale arabo
- 4 dicembre - Giovanni Damasceno, teologo arabo
- Ælfwald dell'Anglia orientale, sovrano anglosassone
- Ibrahim ibn Muhammad ibn 'Ali ibn 'Abd Allah ibn al-'Abbas, politico e religioso arabo (n. 702)

## Calendario
| Calendario 749 | Calendario 749 | Calendario 749 | Calendario 749 | Calendario 749 | Calendario 749 | Calendario 749 | Calendario 749 | Calendario 749 | Calendario 749 | Calendario 749 | Calendario 749 | Calendario 749 | Calendario 749 | Calendario 749 | Calendario 749 | Calendario 749 | Calendario 749 | Calendario 749 | Calendario 749 | Calendario 749 | Calendario 749 | Calendario 749 | Calendario 749 | Calendario 749 | Calendario 749 | Calendario 749 | Calendario 749 | Calendario 749 | Calendario 749 | Calendario 749 | Calendario 749 | Calendario 749 |
| -------------- | -------------- | -------------- | -------------- | -------------- | -------------- | -------------- | -------------- | -------------- | -------------- | -------------- | -------------- | -------------- | -------------- | -------------- | -------------- | -------------- | -------------- | -------------- | -------------- | -------------- | -------------- | -------------- | -------------- | -------------- | -------------- | -------------- | -------------- | -------------- | -------------- | -------------- | -------------- | -------------- |
|                | 1              | 2              | 3              | 4              | 5              | 6              | 7              | 8              | 9              | 10             | 11             | 12             | 13             | 14             | 15             | 16             | 17             | 18             | 19             | 20             | 21             | 22             | 23             | 24             | 25             | 26             | 27             | 28             | 29             | 30             | 31             |                |
| Gennaio        | Me             | Gi             | Ve             | Sa             | Do             | Lu             | Ma             | Me             | Gi             | Ve             | Sa             | Do             | Lu             | Ma             | Me             | Gi             | Ve             | Sa             | Do             | Lu             | Ma             | Me             | Gi             | Ve             | Sa             | Do             | Lu             | Ma             | Me             | Gi             | Ve             |                |
| Febbraio       | Sa             | Do             | Lu             | Ma             | Me             | Gi             | Ve             | Sa             | Do             | Lu             | Ma             | Me             | Gi             | Ve             | Sa             | Do             | Lu             | Ma             | Me             | Gi             | Ve             | Sa             | Do             | Lu             | Ma             | Me             | Gi             | Ve             |                |                |                |                |
| Marzo          | Sa             | Do             | Lu             | Ma             | Me             | Gi             | Ve             | Sa             | Do             | Lu             | Ma             | Me             | Gi             | Ve             | Sa             | Do             | Lu             | Ma             | Me             | Gi             | Ve             | Sa             | Do             | Lu             | Ma             | Me             | Gi             | Ve             | Sa             | Do             | Lu             |                |
| Aprile         | Ma             | Me             | Gi             | Ve             | Sa             | Do             | Lu             | Ma             | Me             | Gi             | Ve             | Sa             | Do             | Lu             | Ma             | Me             | Gi             | Ve             | Sa             | Do             | Lu             | Ma             | Me             | Gi             | Ve             | Sa             | Do             | Lu             | Ma             | Me             |                |                |
| Maggio         | Gi             | Ve             | Sa             | Do             | Lu             | Ma             | Me             | Gi             | Ve             | Sa             | Do             | Lu             | Ma             | Me             | Gi             | Ve             | Sa             | Do             | Lu             | Ma             | Me             | Gi             | Ve             | Sa             | Do             | Lu             | Ma             | Me             | Gi             | Ve             | Sa             |                |
| Giugno         | Do             | Lu             | Ma             | Me             | Gi             | Ve             | Sa             | Do             | Lu             | Ma             | Me             | Gi             | Ve             | Sa             | Do             | Lu             | Ma             | Me             | Gi             | Ve             | Sa             | Do             | Lu             | Ma             | Me             | Gi             | Ve             | Sa             | Do             | Lu             |                |                |
| Luglio         | Ma             | Me             | Gi             | Ve             | Sa             | Do             | Lu             | Ma             | Me             | Gi             | Ve             | Sa             | Do             | Lu             | Ma             | Me             | Gi             | Ve             | Sa             | Do             | Lu             | Ma             | Me             | Gi             | Ve             | Sa             | Do             | Lu             | Ma             | Me             | Gi             |                |
| Agosto         | Ve             | Sa             | Do             | Lu             | Ma             | Me             | Gi             | Ve             | Sa             | Do             | Lu             | Ma             | Me             | Gi             | Ve             | Sa             | Do             | Lu             | Ma             | Me             | Gi             | Ve             | Sa             | Do             | Lu             | Ma             | Me             | Gi             | Ve             | Sa             | Do             |                |
| Settembre      | Lu             | Ma             | Me             | Gi             | Ve             | Sa             | Do             | Lu             | Ma             | Me             | Gi             | Ve             | Sa             | Do             | Lu             | Ma             | Me             | Gi             | Ve             | Sa             | Do             | Lu             | Ma             | Me             | Gi             | Ve             | Sa             | Do             | Lu             | Ma             |                |                |
| Ottobre        | Me             | Gi             | Ve             | Sa             | Do             | Lu             | Ma             | Me             | Gi             | Ve             | Sa             | Do             | Lu             | Ma             | Me             | Gi             | Ve             | Sa             | Do             | Lu             | Ma             | Me             | Gi             | Ve             | Sa             | Do             | Lu             | Ma             | Me             | Gi             | Ve             |                |
| Novembre       | Sa             | Do             | Lu             | Ma             | Me             | Gi             | Ve             | Sa             | Do             | Lu             | Ma             | Me             | Gi             | Ve             | Sa             | Do             | Lu             | Ma             | Me             | Gi             | Ve             | Sa             | Do             | Lu             | Ma             | Me             | Gi             | Ve             | Sa             | Do             |                |                |
| Dicembre       | Lu             | Ma             | Me             | Gi             | Ve             | Sa             | Do             | Lu             | Ma             | Me             | Gi             | Ve             | Sa             | Do             | Lu             | Ma             | Me             | Gi             | Ve             | Sa             | Do             | Lu             | Ma             | Me             | Gi             | Ve             | Sa             | Do             | Lu             | Ma             | Me             |                |